# Jaguar F-Pace
La Jaguar F-Pace est un SUV commercialisé à partir de 2015 par le constructeur automobile britannique Jaguar. Il s'agit du premier SUV de la marque. Elle est élue « World Car of the Year 2017 » (Voiture mondiale de l'année 2017) à l'occasion du salon de New York en mars 2017.

## Présentation
La F-Pace est présentée en septembre 2015 au salon de l'automobile de Francfort. La veille de l'ouverture du salon au public, le 17 septembre 2015, un record du monde est réalisé avec le passage d'un looping de 19 m de diamètre avec le SUV, le cascadeur Terry Grant étant à son bord,.
Elle est assemblée à Solihull en Angleterre et repose sur la plate-forme de la Jaguar XE.

Jaguar F-Pace au IAA 2015
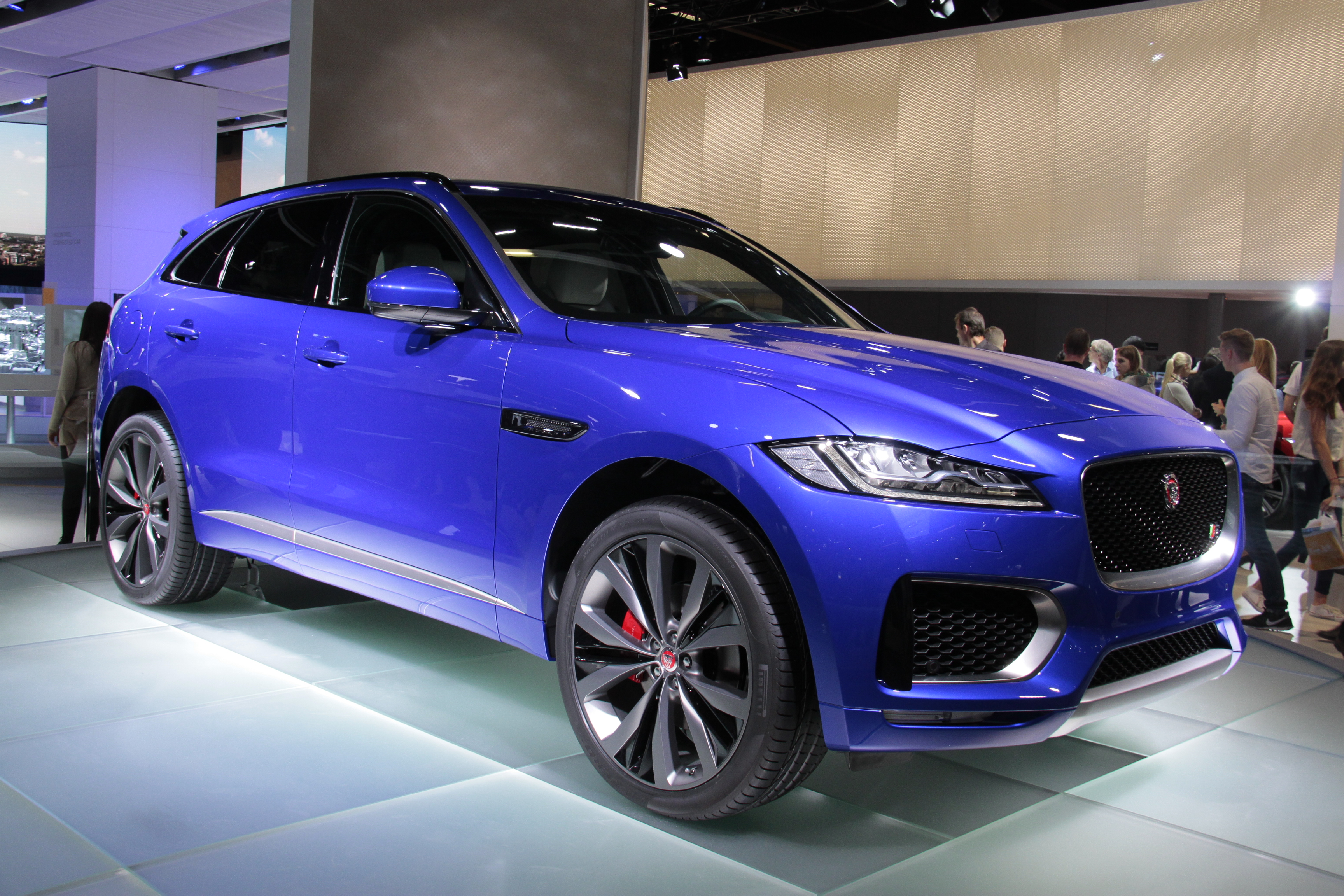
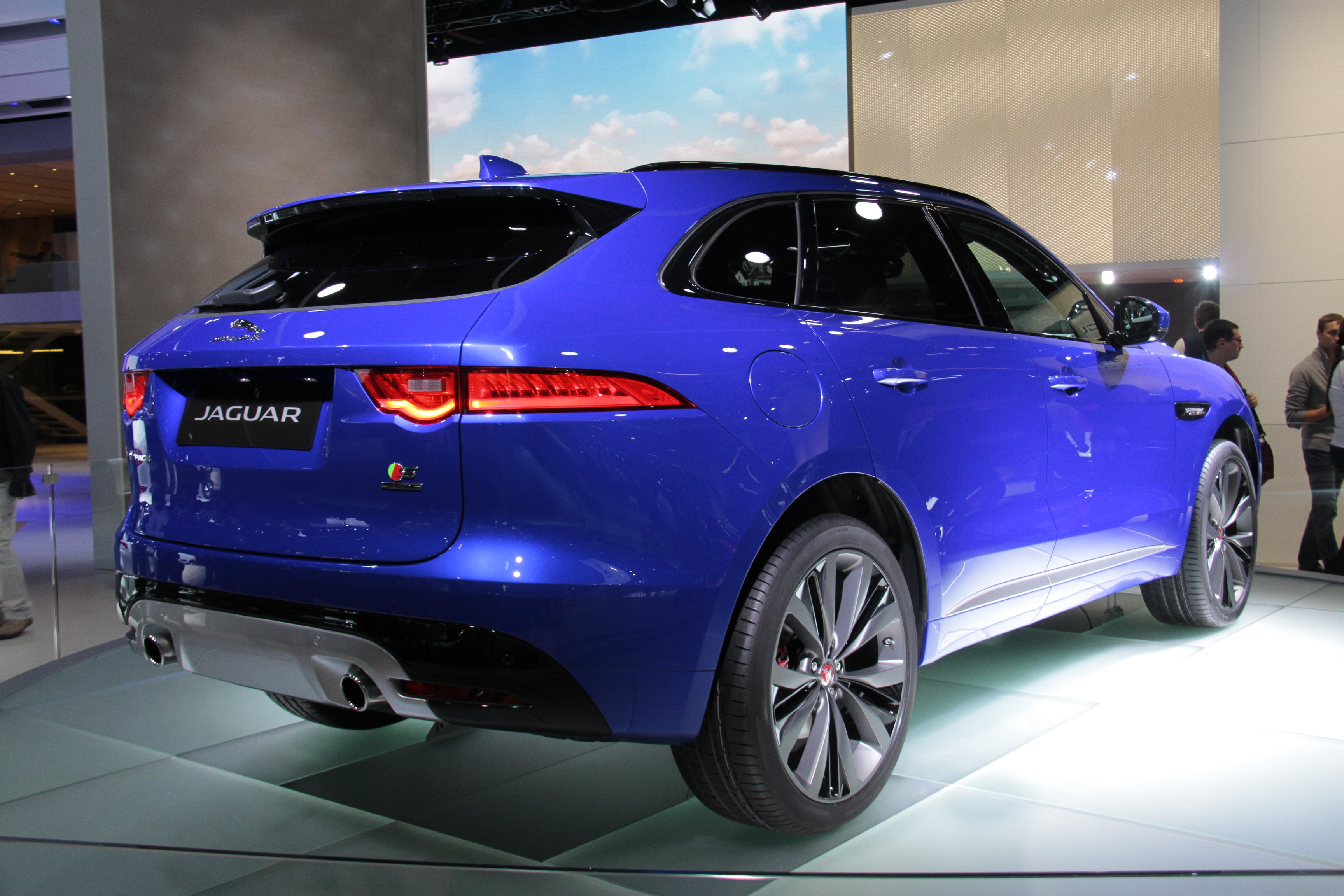

Quelques jours après sa présentation, Jaguar annonce que la F-Pace est commercialisée et qu'elle bénéficie de sa première édition limitée, la F-Pace « Première Édition ».

### Phase 2
La Jaguar F-Pace est restylée en septembre 2020. Les feux avant et arrière sont remaniés et adoptent une nouvelle signature lumineuse. Les feux avant peuvent recevoir la technologie Matrix LED. Le capot est modifié et se termine dorénavant sur la calandre qui s'agrandit sensiblement.
À l'intérieur, la F-Pace s'équipe d'une nouvelle planche de bord avec un écran d'info-divertissement de 29 cm qui surplombe la planche de bord et équipée du système logiciel « PiVi Pro » du constructeur à mise à jour automatique.
En décembre 2022, le SUV de Jaguar reçoit une nouvelle batterie pour sa version hybride rechargeable (dont la capacité passe de 15,4 à 19,2 kWh), ainsi qu'un système multimédia mis à jour. Aussi, la F-Pace reçoit de nouveaux compteurs numériques ainsi qu'une recharge par induction pour tous les smartphones. Une compatibilité avec Amazon Alexa est désormais disponible.

## Motorisations

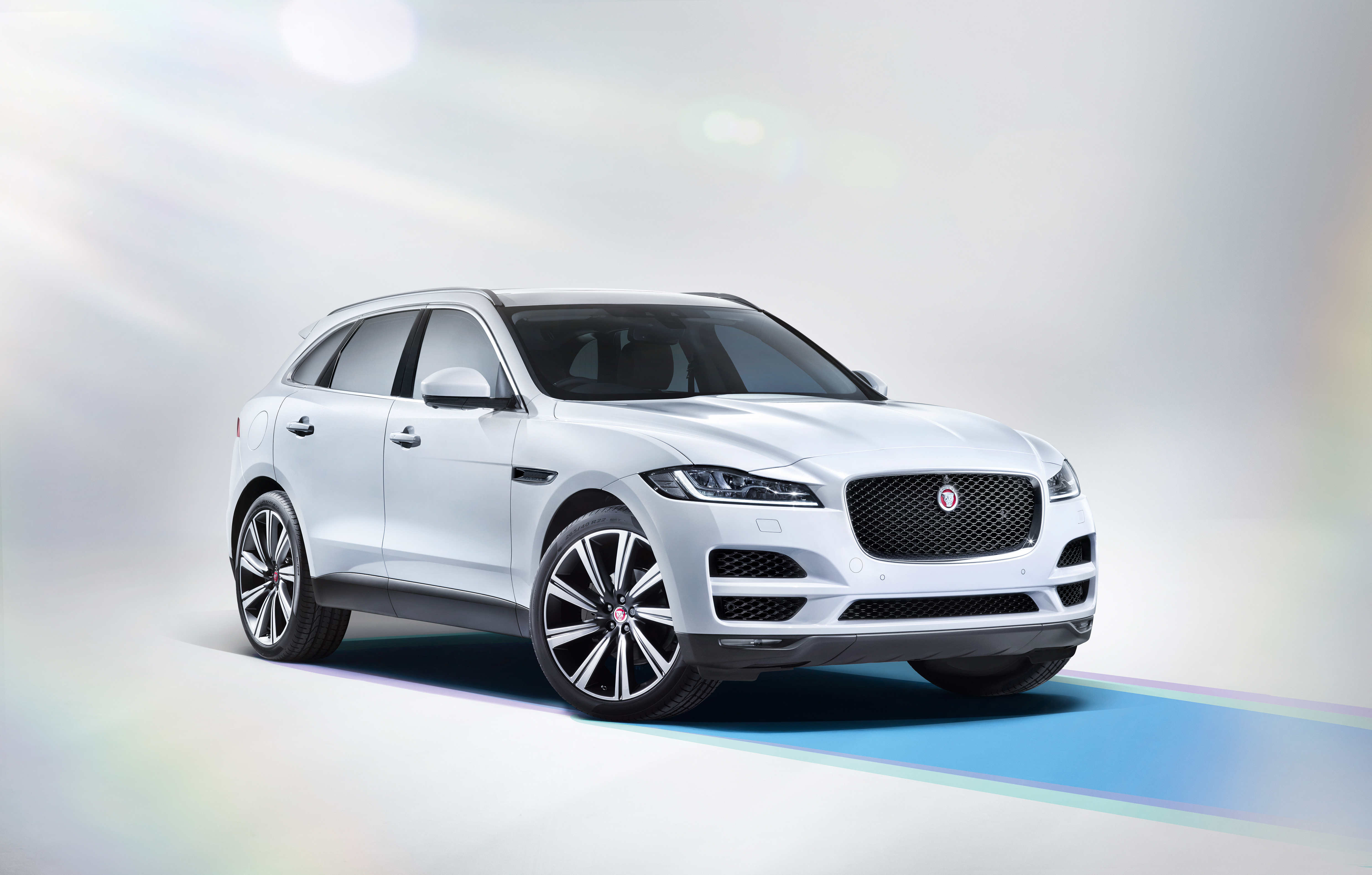
Jaguar F-Pace.

La F-Pace reçoit trois motorisations essence dont deux 4 cylindres (250 et 300 ch) et un V6 (380 ch), ainsi que quatre motorisations diesel dont trois 4 cylindres (163, 180 et 240 ch) et un V6 (300 ch).
SVR V8 5.0
En mars 2018, Jaguar présente la version sportive SVR V8 5.0 de son SUV F-Pace développant une puissance de 550 ch.
Phase 2
Le SUV abandonne son V6 diesel et adopte désormais un 6 cylindres en ligne diesel de 300 ch. En essence, la F-Pace s'équipe également d'un 6 cylindres en ligne de 400 ch. Le reste des motorisations est maintenu : 163 et 204 ch en diesel, et 250 ch en essence. La F-Pace étrenne d'une version hybride essence rechargeable de 404 ch, il s'agit du même groupe motopropulseur que le Range Rover Sport P400e. L'ensemble des motorisations est uniquement proposé en transmission intégrale et boîte automatique ZF à 8 rapports.

### Essence
|                            | 2.0 250                       | 2.0 300                       | 3.0 340 Supercharged          | 3.0 380 Supercharged          | SVR V8 5.0 Supercharged       |
| -------------------------- | ----------------------------- | ----------------------------- | ----------------------------- | ----------------------------- | ----------------------------- |
| Moteur                     | 4 cylindres en ligne          | 4 cylindres en ligne          | 6 cylindres en V              | 6 cylindres en V              | V8                            |
| Admission                  | Turbocompressé                | Turbocompressé                | Compressé                     | Compressé                     | Compressé                     |
| Cylindrée (cm3)            | 1 997                         | 1 997                         | 2 995                         | 2 995                         | 5 000                         |
| Puissance maximale ch (kW) | 250 (184)                     | 300 (221)                     | 340 (250)                     | 380 (280)                     | 550 (410)                     |
| au régime de (tr/min)      | 5 500                         | 5 500                         | 6 500                         | 6 500                         |                               |
| Couple maximal (N m)       | 365                           | 400                           | 450                           | 450                           | 680                           |
| au régime de (tr/min)      | 1 200 à 4 500                 | 1 500 à 4 500                 | 1 500 à 4 500                 | 1 500 à 4 500                 | à                             |
| Boîte de vitesses          | Automatique 8 rapports (BVA8) | Automatique 8 rapports (BVA8) | Automatique 8 rapports (BVA8) | Automatique 8 rapports (BVA8) | Automatique 8 rapports (BVA8) |
| Transmission               | Quatre roues motrices         | Quatre roues motrices         | Quatre roues motrices         | Quatre roues motrices         | Quatre roues motrices         |
| Vitesse maximale (en km/h) | 217                           | 233                           | 250                           | 250                           | 283                           |
| 0-100 km/h (en s)          | 6,8                           | 6,0                           | 5,8                           | 5,5                           | 4,3                           |
| Consommation (en L/100 km) | 9,1/6,6/7,4                   | 9,7/6,5/7,7                   | 12,2/7,1/8,9                  | 12,2/7,1/8,9                  |                               |
| Émissions de CO2 (en g/km) | 170                           | 174                           | 209                           | 209                           |                               |
| Masse à vide (kg)          | 1 760                         | 1 770                         | 1 820                         | 1 861                         |                               |
| Capacité du réservoir (L)  | 63                            | 63                            | 63                            | 63                            | 63                            |
| Norme environnementale     | Euro 6                        | Euro 6                        | Euro 6                        | Euro 6                        | Euro 6                        |

### Diesel
|                            | 2.0D 163                   | 2.0 180                       | 2.0 180                    | 2.0 180                       | 2.0 240                       | 3.0D 300                      |
| -------------------------- | -------------------------- | ----------------------------- | -------------------------- | ----------------------------- | ----------------------------- | ----------------------------- |
| Moteur                     | 4 cylindres en ligne       | 4 cylindres en ligne          | 4 cylindres en ligne       | 4 cylindres en ligne          | 4 cylindres en ligne          | 6 cylindres en V              |
| Admission                  | Turbocompressé             | Turbocompressé                | Turbocompressé             | Turbocompressé                | Turbocompressé                | Turbocompressé                |
| Cylindrée (cm3)            | 1 999                      | 1 999                         | 1 999                      | 1 999                         | 1 999                         | 2 993                         |
| Puissance maximale ch (kW) | 163 (120)                  | 180 (132)                     | 180 (132)                  | 180 (132)                     | 240 (177)                     | 300 (221)                     |
| au régime de (tr/min)      | 4 000                      | 4 000                         | 4 000                      | 4 000                         | 4 000                         | 4 000                         |
| Couple maximal (N m)       | 380                        | 430                           | 430                        | 430                           | 500                           | 700                           |
| au régime de (tr/min)      | 1 750 à 2 500              | 1 750 à 2 500                 | 1 750 à 2 500              | 1 750 à 2 500                 | 1 500                         | 1 500 à 1 750                 |
| Boîte de vitesses          | Manuelle 6 rapports (BVM6) | Automatique 8 rapports (BVA8) | Manuelle 6 rapports (BVM6) | Automatique 8 rapports (BVA8) | Automatique 8 rapports (BVA8) | Automatique 8 rapports (BVA8) |
| Transmission               | Propulsion                 | Propulsion                    | Quatre roues motrices      | Quatre roues motrices         | Quatre roues motrices         | Quatre roues motrices         |
| Vitesse maximale (en km/h) | 195                        | 208                           | 208                        | 208                           | 217                           | 241                           |
| 0-100 km/h (en s)          | 10,2                       | 8,5                           | 8,7                        | 8,7                           | 7,2                           | 6,2                           |
| Consommation (en L/100 km) | 5,8/4,4/4,9                | 6,0/4,6/5,1                   | 6,0/4,7/5,2                | 6,2/4,7/5,3                   | 7,1/5,0/5,8                   | 6,9/5,6/6,0                   |
| Émissions de CO2 (en g/km) | 129                        | 134                           | 134                        | 139                           | 153                           | 159                           |
| Masse à vide (kg)          | 1 690                      | 1 720                         | 1 767                      | 1 775                         | 1 810                         | 1 884                         |
| Capacité du réservoir (L)  | 60                         | 60                            | 60                         | 60                            | 60                            | 60                            |
| Norme environnementale     | Euro 6                     | Euro 6                        | Euro 6                     | Euro 6                        | Euro 6                        | Euro 6                        |

## Finitions
- Pure :
  - Aide au démarrage en côte ;
  - Alerte de franchissement de ligne ;
  - Climatisation automatique 2 zones ;
  - Démarrage sans clé ;
  - Écran tactile 20 cm ;
  - Freinage d’urgence ;
  - Jantes alliage 18 pouces ;
  - Sellerie tissu ;
  - Système audio 6 HP 80 W.

- Prestige (Pure +) :
  - Antibrouillards ;
  - Commandes vocales ;
  - Éclairage d’ambiance ;
  - Navigation GPS ;
  - Phares xénon avec signature LED ;
  - Radar de stationnement avant ;
  - Rétroviseurs extérieurs rabattable électriquement avec éclairage d’approche ;
  - Sellerie cuir.

- R-Sport (Pure +) :
  - Antibrouillards ;
  - Commandes vocales ;
  - Jantes en alliage 19 pouces ;
  - Kit carrosserie R-Sport ;
  - Navigation GPS ;
  - Phares xénon avec signature LED ;
  - Radar de stationnement avant ;
  - Seuils de portes en métal avec logo R-Sport ;
  - Sièges sport cuir.

- Portofolio (Prestige +) :
  - Accès et démarrage mains libres ;
  - Calandre « Gloss Black » cerclé chrome ;
  - Compteurs sur écran TFT 31 cm ;
  - Écran tactile 25 cm ;
  - Hayon motorisé ;
  - Rails de coffre ;
  - Sellerie cuir pleine fleur perforée ;
  - Sièges avant électriques ;
  - Système audio 11 HP 380 W.

- S (R-Sport +) :
  - Accès et démarrage mains libres ;
  - Compteurs sur écran TFT 31 cm ;
  - Écran tactile 25 cm ;
  - Freins Performance avec étriers rouge ;
  - Hayon motorisé ;
  - Jantes en alliage de 20 pouces ;
  - Pavillon en suédine ;
  - Pédalier en acier inoxydable ;
  - Phares LED adaptatifs avec signature LED ;
  - Seuil de porte avec logo S ;
  - Suspension adaptative ;
  - Système audio 11 HP 380 W.

### Séries limitées
Au lancement de la Jaguar F-Pace, une série limitée est proposée uniquement la première année :
- Première Edition (S +) :
  - Inclinaison électrique de la banquette ;
  - Jantes alliage de 22 pouces ;
  - Seuils de porte métal illuminés avec logo Jaguar ;
  - Sièges en cuir pleine fleur ;
  - Tapis de sol premium ;
  - Toit ouvrant panoramique.

Ensuite, d'autres séries limitées sont arrivées par la suite :
- 300 Sport :
  - Rétroviseurs gris ;
  - Contours de vitres grises ;
  - Aérations latérales grises ;
  - Surpiqûres jaunes sur les sièges et la planche de bord ;
  - Sièges électriques à 14 niveaux de réglages.

- Chequered Flag (drapeau à damier) :
  - Teinte Eiger Grey ;
  - Boucliers sportifs ;
  - Sièges électriques à 10 réglages.

## Concept car
La Jaguar F-Pace est préfigurée par le concept car Jaguar C-X17 Concept dévoilé le 9 septembre 2013 au salon de Francfort (IAA).

Jaguar C-X17 Concept
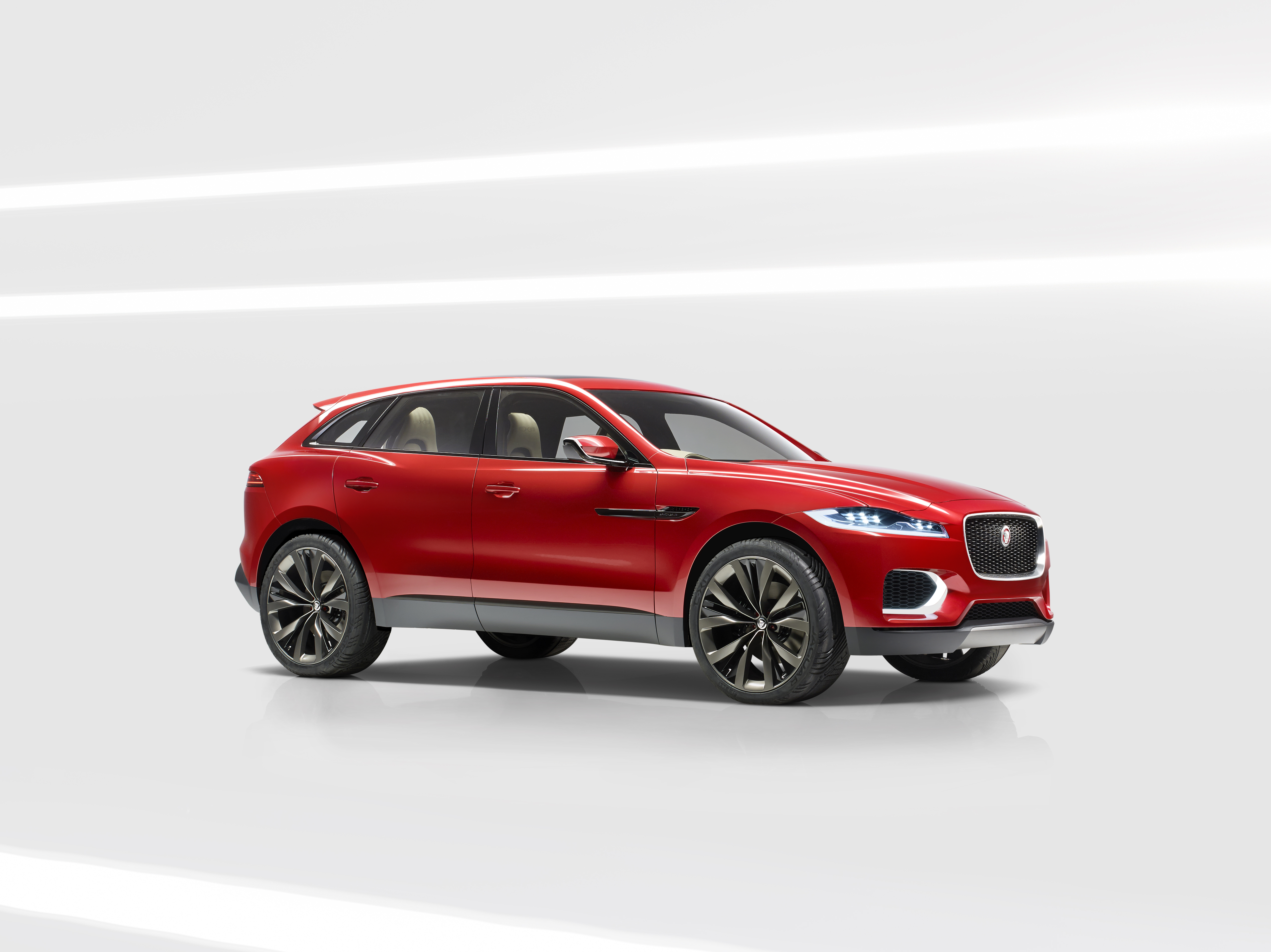
Jaguar C-X17 Concept au Salon de Bruxelles 2014.
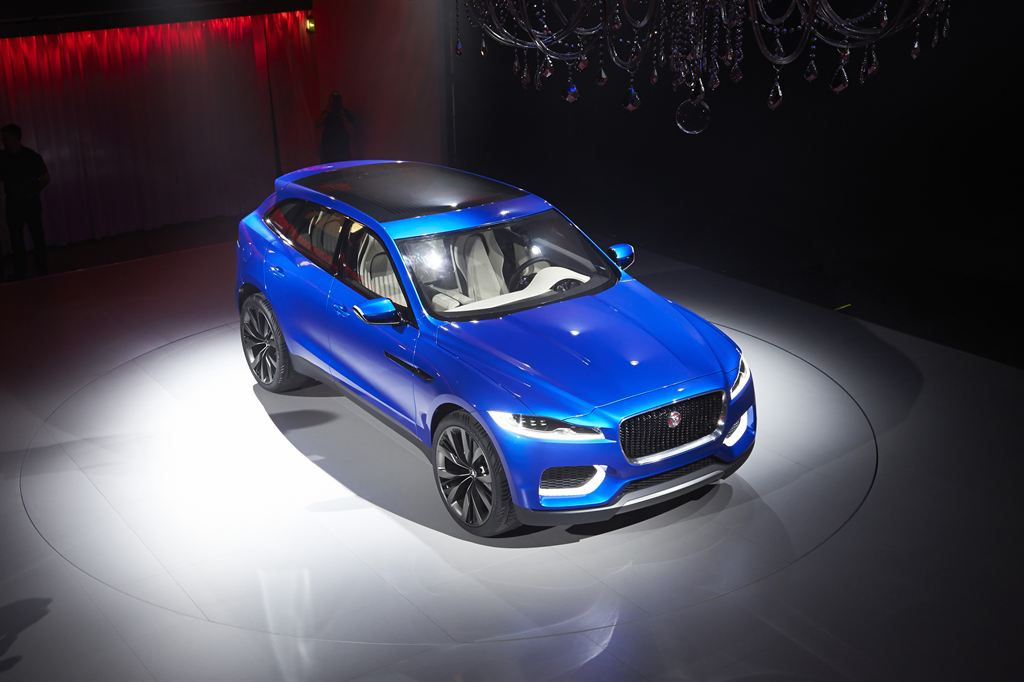
Jaguar C-X17 Concept au Salon de Francfort 2013.